# Silene turkestanica
Silene turkestanica är en nejlikväxtart som beskrevs av Eduard August von Regel och Schmalh. Silene turkestanica ingår i släktet glimmar, och familjen nejlikväxter. Inga underarter finns listade i Catalogue of Life.